# Mojšova Lúčka
Mojšova Lúčka je městská část Žiliny. Leží 6 km východně od centra města. Na západě sousedí se Žilinou a s městskou částí Trnové, na jihu s obcí Stráňavy, na východě se Strečnem a severní hranici tvoří Váh a Žilinská přehrada, která je přirozenou hranicí s katastry obcí Mojš a Nededza. Do obce Mojš vede přes vodní dílo lávka pro pěší. Počet obyvatel Mojšovy Lúčky se dlouhodobě pohybuje okolo 410.

## Historie
Mojšova Lúčka se vzpomíná v letech 1439 jako Gerova Lucska, 1598 jako Mogyssova Lwchka, 1773 jako Mois Lučka a 1808 jako Moyssowa Lúčka. Patřila k hradnímu panství Strečno. V erbu měla ze země vyrůstající keř. V 18. století měla 33 domů a 196 obyvatel a v 20. století 140 domů a 790 obyvatel. V roce 1980 se připojila k Žilině. Patří pod Římskokatolickou farnost Stráňavy. Roku 1788 byla obec Strečno odloučená od farnosti Varín a filiální farnosti Stráňavy a Mojšova Lúčka byly odloučeny od farnosti Rosina.

## Poloha staré obce
Obec byla postavena v jednořadé zástavbě na levé straně řeky Váh. Úzký prostor řadové zástavby hned pod terasou oddělovala od řeky Váh jen stará silnice vedoucí ze Žiliny do Vrútek. Silnice odbočovala z nynější silnice I/18 v Žilině na Šibeniciach prudce k řece Váh a vedla přes bývalé Hruštiny (zatopené při výstavbě VD) do obce Mojšova Lúčka. Odtud pokračovala dále vedle asanačního a kafilerního podniku směrem do Strečna. Z obce byla postavena dřevěná lávka přes řeku Váh do obce Mojš. V případě zvýšené hladiny vody ve Váhu byla cesta a obec pravidelně zaplavovaná. Zbytky původní cesty z jedné i druhé strany jsou zachované a používají se jako přístupové cesty k Vodnímu dílu Žilina a na cykloturistiku.
V padesátých letech, kdy padlo rozhodnutí o stavební uzávěře pro budoucí výstavbu vodního díla, měla obec velmi daleko od přijatelného komfortu. Několik následujících desetiletí se tam už nic nestavělo ani neopravovalo, a proto byla dlouhotrvající stavební uzávěrou velmi zchátralá a zanedbaná na úrovni poválečných let. Obec byla určena na postupnou likvidaci, čímž se hodnota majetku snížila na minimum. Mladí odcházeli do Žiliny a v obci, pozdější městské části Žiliny, zůstali bydlet jen staří lidé.

### Přesídlení
Koncem 80. let 20. století se rozhodlo o výstavě VD Žilina, a tím zániku staré zástavby. V roce 1994 se začalo s výstavbou VD, ale i nových domů pro obyvatele v katastrálním území obce nad silnicí I/18. Malá část obce a hřbitov zůstaly neporušené v nejvyšší části a několik nových domů je postavených i v katastrálním území městské části Trnové.
Přes vodní dílo byl postaven i nový most pro pěší do obce Mojš. Na Rosinkách bylo postaveno také několik rodinných domů hlavně pro obyvatele zatopené části Hruštín, která patřila do katastrálního území Žiliny. Pracovní název výstavby byl Nová Mojšova Lúčka, který používal investor při výstavbě. Při napouštění vodní hladiny roku 1997 (turbína byla spuštěna roku 1998) se museli občané vystěhovat do ještě rozestavěné obce. Celkem bylo postaveno 136 nových domů. Novou část odděluje od silnice I/18 protihlukový val.
Na Rybném náměstí s kamenným křížem ze zatopené obce je postavena základní škola a kulturní dům. Jako bývalá samostatná obec má Mojšova Lúčka vlastní hřbitov s domem smutku a při hladině vodního díla stojí kaple.

## Okolí obce
V městské části se nachází kafilérie VAS spol. s r. o. Mojšova Lúčka a drůbežářský zpracovatelský závod HYZA. Nad rodinnými domy se nachází velká zahrádkářská osada. Žilinská přehrada se využívá na letní rekreaci a cykloturistiku. Mojšova Lúčka má MHD a s centrem je spojena autobusovou linkou č. 31.